# یووالدی (تگزاس)
یووالدی، تگزاس(به انگلیسی: Uvalde, Texas) (‎i‎/juːˈvældi/‎ یو-وال-دی) شهری در ایالت تگزاس از ایالات جنوبی ایالات متحده آمریکا است. در سرشماری سال ۲۰۰۰، جمعیت این شهر ۱۴۹۲۹ نفر اعلام شد.